# Bradford Dillman
Bradford Dillman (* 14. April 1930 in San Francisco, Kalifornien; † 16. Januar 2018 in Santa Barbara, Kalifornien) war ein US-amerikanischer Theater- und Filmschauspieler.

## Leben
Der Sohn von Dean und Josephine Dillman engagierte sich bereits während seiner Schulzeit am Schultheater. Er studierte Englische Literatur an der Yale University und schloss sein Studium mit einem Bachelor of Arts ab. Zunächst plante er, eine militärische Laufbahn einzuschlagen, und diente von 1951 bis 1953 im United States Marine Corps als Kommunikationstrainer. Im Jahre 1953 beschloss er, die Militärkarriere zugunsten der Schauspielerei aufzugeben.
Er studierte Schauspiel am Actors Studio in Manhattan und sammelte 1953 erste Bühnenerfahrungen in einem Theater in der Kleinstadt Sharon in Connecticut. 1955 gab er sein Fernsehdebüt in einer Ausgabe des Kraft Television Theatre. Er trat 1956 erstmals am Broadway in Eines langen Tages Reise in die Nacht als Edmund Tyrone auf, wofür er mit dem Theatre World Award ausgezeichnet wurde. Im Lauf der Jahre übernahm Dillman zahlreiche Fernseh- und Filmrollen; vor allem jedoch arbeitete er mit 20th Century Fox zusammen.
Dillman war zweimal verheiratet. Am 15. Juni 1956 heiratete er Frieda Harding; die Ehe, aus der zwei Kinder hervorgingen, wurde am 4. April 1962 geschieden. Ein Jahr später, am 20. April 1963, heiratete er die Filmschauspielerin Suzy Parker, mit der er bis zu ihrem Tod am 3. Mai 2003 verheiratet war. Die beiden hatten drei gemeinsame Kinder.

## Filmografie (Auswahl)
- 1958: Ein gewisses Lächeln (A Certain Smile)
- 1958: Hölle, wo ist dein Schrecken (In Love and War)
- 1959: Der Zwang zum Bösen (Compulsion)
- 1960: Drama im Spiegel (Crack in the Mirror)
- 1961: Geständnis einer Sünderin (Sanctuary)
- 1961: Franz von Assisi (Francis of Assisi)
- 1963, 1971: Die Leute von der Shiloh Ranch (The Virginian, Fernsehserie, 2 Folgen)
- 1965: Nymphomania (A Rage to Live)
- 1966: Tausend Gewehre für Golden Hill (The Plainsman)
- 1966–1971: FBI (The F.B.I., Fernsehserie, 6 Folgen)
- 1967: Solo für O.N.C.E.L. (The Man from U.N.C.L.E., Fernsehserie, 2 Folgen)
- 1968: Die unverbesserlichen Drei (The Helicopter Spies)
- 1968: Die nackte Tote (Jigsaw)
- 1968: Hängt den Verräter (Sergeant Ryker)
- 1968, 1972: Kobra, übernehmen Sie (Mission: Impossible, Fernsehserie, 2 Folgen)
- 1969: Die Brücke von Remagen (The Bridge at Remagen)
- 1970: Der Chef (Ironside, Fernsehserie, 2 Folgen)
- 1970: Dan Oakland (Dan August, Fernsehserie, 1 Folge)
- 1971: Brother John … Der Mann aus dem Nichts (Brother John)
- 1971: Flucht vom Planet der Affen (Escape from the Planet of the Apes)
- 1971: Mephisto-Walzer (The Mephisto Waltz)
- 1971: Bonanza (Fernsehserie, 1 Folge)
- 1972: Columbo: Blumen des Bösen (The Greenhouse Jungle, Fernsehreihe)
- 1973: Ein Sheriff in New York (McCloud, Fernsehserie, 1 Folge)
- 1973: Cherie Bitter (The Way We Were)
- 1973: The Iceman Cometh
- 1973–1978: Barnaby Jones (Fernsehserie, 6 Folgen)
- 1974: Gold
- 1974: König Ballermann (99 and 44/100% Dead)
- 1975: Feuerkäfer (Bug)
- 1976: Der Unerbittliche (The Enforcer)
- 1976: Flucht durch die Wüste (One Away)
- 1977: Der Tiger aus Taipeh (The Amsterdam Kill)
- 1978: Piranhas (Piranha)
- 1978: Der tödliche Schwarm (The Swarm)
- 1979: Guayana – Kult der Verdammten (Guyana, el crimen del siglo)
- 1979: Ein Mann räumt auf (Love and bullets)
- 1979: Der unglaubliche Hulk (The Incredible Hulk, TV-Serie, eine Folge)
- 1981: Auf Teufel komm raus (Running Scared)
- 1983: Dirty Harry kommt zurück (Sudden Impact)
- 1985: Das Geheimnis der blauen Diamanten (The Treasure of the Amazon)
- 1985–1995: Mord ist ihr Hobby (Murder, She Wrote, Fernsehserie, 8 Folgen)
- 1987: Es gibt immer einen Weg (Man Outside)
- 1989: Lords of the Deep
- 1989: Helden sterben einsam (Heroes Die Alone)

## Auszeichnungen
Neben einer Emmy-Nominierung gewann Dillman 1959 einen Golden Globe in der Kategorie Bester Nachwuchsdarsteller. Außerdem erhielt er den Darstellerpreis gemeinsam mit Dean Stockwell und Orson Welles beim Filmfestival Cannes 1959.